# Michael Fitzgerald
Michael Fitzgerald (n. 17 septembrie 1988, Tokoroa⁠(d), Waikato⁠(d), Noua Zeelandă) este un fotbalist neozeelandez.
În 2011, Fitzgerald a jucat 3 de meciuri pentru echipa națională a Noii Zeelande.

## Statistici
| Noua Zeelandă | Noua Zeelandă | Noua Zeelandă |
| An            | Meciuri       | Goluri        |
| ------------- | ------------- | ------------- |
| 2011          | 3             | 0             |
| Total         | 3             | 0             |